# Alejandro Ayson Olalia
Alejandro Ayson Olalia (1913 - 1973) là một Giám mục người Philippines của Giáo hội Công giáo Rôma. Ông nguyên là Tổng giám mục chính tòa Tổng giáo phận Lipa. Trước đó, ông cũng đảm trách các vị trí khác như Giám mục chính tòa Lipa [sau nâng cấp thành Tổng giáo phận], giám mục phó rồi thành Giám mục chính tòa Giáo phận Tuguegarao. Ngoài ra, trong thời gian đảm nhiệm vị trí là Giám mục chính tòa Giáo phận Lipa, Giám mục Olalia cũng tham dự giai đoạn 1 và 2 của Công đồng Vatican II với vai trò là một nghị phụ.

## Tiểu sử
Tổng giám mục Alejandro Ayson Olalia sinh ngày 26 tháng 2 năm 1913 tại Bacolor, thuộc Philippines. Sau quá trình tu học dài hạn tại các cơ sở chủng viện theo quy định của Giáo luật, ngày 23 tháng 3 năm 1940, Phó tế Olalia, 27 tuổi, tiến đến việc được truyền chức linh mục.
Chín năm thực hiện các công việc mục vụ với tư cách là một linh mục, ngày 14 tháng 5 năm 1949, tin tức từ Tòa Thánh loan báo việc Giáo hoàng đã quyết định bổ sung linh mục Alejandro Ayson Olalia vào hàng ngũ các giám mục, với chức vị là Giám mục Phó Giáo phận Tuguegarao, và danh hiệu Giám mục Hiệu tòa Zela. Buổi lễ tấn phong cho vị giám mục tân chức được cử hành trọng thể sau đó vào ngày 25 tháng 7, với phần nghi thức truyền chức được đảm trách bởi ba giáo sĩ cấp cao. Chủ phong cho tân giám mục là Giám mục Constant Jurgens, C.I.C.M., Giám mục chính tòa Tuguegarao. Hai vị khác trong vai trò phụ phong là Giám mục Rufino Jiao Santos, Giám mục Phụ tá Tổng giáo phận Manila và Giám mục Cesar Maria Guerrero y Rodriguez, chính tòa Giáo phận San Fernando.
Gần một năm sau khi quyết định bổ nhiệm được công bố, Giám mục Olalia kế nhiệm trở thành Giám mục chính tòa của Giáo phận Tuguegarao. Ba năm trên cương vị chính tòa Tuguegarao của Giám mục olalia đột ngột kết thúc khi Tòa Thánh quyết định công bố thông tin về việc Giáo hoàng quyết định thuyên chuyển ông về Giáo phận Lipa với chức danh tương tự là Giám mục chính tòa. Quyết định được công bố vào ngày 28 tháng 12 năm 1953. Trong thời gian làm Giám mục Lipa, Giám mục Olalia cũng tham dự giai đoạn 1 và 2 của Công đồng Vatican II với vai trò là một nghị phụ.
Gần hai mươi năm sau khi được chuyển về Lipa làm Giám mục chính tòa, ngày 20 tháng 6 năm 1972, Tòa Thánh công bố quyết định nâng cấp Giáo phận Lipa trở thành Tổng giáo phận Lipa. Cùng công bố với tin này, một lần nữa, Tòa Thánh tái xác nhận việc tuyển lực Giám mục Alejandro Ayson Olalia làm người quản lí cho giáo phận, với một chức danh mới và chính thức là Tổng giám mục chính tòa.
Bất ngờ, chỉ gần sáu tháng sau khi được thăng hàm Tổng giám mục, ngày 3 tháng 1 năm 1973, Tổng giám mục Alejandro Ayson Olalia đột ngột từ trần, thọ 60 tuổi.